# Рудник Нонок
Рудник Нонок – колишнє гірничодобувне підприємство на острові Нонок, який лежить у Філіппінському морі біля північно-східного завершення Мінданао та є найпівденнішим серед островів Дінагат. 
Острови Дінагат є одним з головних районів видобутку нікелю на Філіппінах, при цьому територія потенційних розробок первісно була поділена на 4 сектори (parcel). Сектор ІІ охоплював південну частину архіпелагу – південне завершення острова Дінагат та острови Нонок, Авасан і Ханігад. Права на роботи в цьому секторі отримала компанія Marinduque Mining, яка почала видобуток в 1974 році з Нонок. 
Рудні пласти залягають у приповерхневій зоні на глибині біля 3 метрів, тому видобуток вели відкритим способом (втім, є відомості про наявність на руднику однієї штольні). Оскільки продуктивний пласти латеритової руди має товщину біля 7 метрів, унаслідок розробки не виникало глибоких кар’єрів, зате вона охоплювала значну територію.
Видобута руда перероблялась на зведеному поряд металургійному заводі, тому споруджені на Нонок два причали передусім призначались для перевантаження вугілля (проект мав власну електростанцію) та нафтопродуктів.
Недосконала технологія металургійного виробництва у комплексі з падінням цін на нікель призвела до збитковості проекту, який зупинив роботу в 1982 році (за іншими даними, остаточна зупинка припала на 1986 рік). Marinduque Mining збанкрутувала і в 1984-му її активи перейшли під контроль уряду. На цей момент з родовища вилучили 22,7 млн тон руди із середнім вмістом 1,24% нікелю та 0,13% кобальту. 
В 1989-му права на рудник викупила Philnico Industrial Corporation, яка на той час належала колишнім власникам копальні. У 1995-му вона перейшла під контроль Pacific Nickel Holding (в подальшому Philnico Holding), так що 55% проекту опинилось у гонконзької Compline Resources, а ще 30% у австралійської Pacific Energy. Philnico змогла розпочати певні роботи, на яких задіяли біля 1,5 тисяч мешканців острова, проте справа так і не дійшла до повноцінної розробки та в основному обмежилась залишеними від попереднього періоду відвалами низькосортних руд та хвостів з високим вмістом заліза (поклади на Нонок містять понад 40% заліза).  
В 2011-му державна агенція зупинила роботи на Нонок через суперечку щодо сплати державі боргу у 264 млн доларів, який залишився від Marinduque Mining. 
Станом на 2020 рік права на рудник належали державі, при цьому філіппінський уряд висловлював зацікавлення у появі інвестора, який би викупив копальню та зміг ввести її у дію. Також можливо відзначити, що ресурси руди на Нонок наразі оцінюються у 112 млн тон.